# Serly Tibor
Serly Tibor (Losonc, 1901. november 25. – London, 1978. október 8.) amerikai magyar zeneszerző.

## Élete
Apja, Serly Lajos szintén foglalkozott zeneszerzéssel és vezényléssel is, aki minden vagyonát az Óbudai Kisfaludy Színházba tette, s annak bukásával, anyagilag ellehetetlenülve 1905-ben kivándorolt az Egyesült Államokba. Serly Tibor 1922-ben tért vissza Magyarországra, hogy Budapesten, a Zeneakadémián tanulhasson zeneszerzést Kodály Zoltán és hegedűt Hubay Jenő mellett. Később egyaránt játszott és dirigált zenekaroknál, főképp az Egyesült Államokban. Így megfordult Cincinnatiben, Philadelphiában és az NBC Symphony Orchestránál is.
Bartók amerikai emigrációja alatt szoros baráti és munkakapcsolat alakult ki közöttük. Így ő fejezhette be a 3. zongoraverseny (utolsó 17 ütemének) és a Brácsaverseny hangszerelését Bartók halála után. Később zenekari átiratokat készített Bartók Mikrokozmoszából is.
Az 1960-70-es években jó barátságot ápolt Würtzler Arisztid hárfással, aki vendégül látta őt is, amikor Kodály nála járt az Egyesült Államokban. Serly philadelphiai évei alatt írt egy hárfadarabot is. Ez sokáig a pincében pihent, de aztán Würtzler magához vette, és sok éven át játszotta a New York Harp Ensemble. Würtzler felkérésére 1969-ben zsűrizett az Amerikában megrendezett első nemzetközi hárfaversenyen.
Tragikus autóbalesetben vesztette életét Londonban, halálának híre megrázta az amerikai magyar emigrációt.

## Jelentősebb művei
- Brácsaverseny (1929)
- Six Dance Designs (1932-1933)
- 1. szimfónia (1936)
- American Elegy (1945)
- Rhapsody  (1948)
- Lament – homage to B. Bartók (1955)
- Concerto (1953-1958)
- Szimfónia négy ciklusban (1960)
- Canonic Prelude for 4 Harps (1967)